# Valtteri Ilomäki
Valtteri Ilomäki, född 25 februari 1997 i Tammerfors, Finland, är en finländsk före detta professionell ishockeyspelare (back). Hans moderklubb är Ilves och han har även spelat i IK Pantern. 